# Mendizábal (Uruguay)
Mendizábal, auch als Mendizábal (El Oro) bezeichnet, ist eine Ortschaft in Uruguay.

## Geographie
Sie befindet sich auf dem Gebiet des Departamento Treinta y Tres in dessen Sektor 2. Nächstgelegene größere Ansiedlungen sind die Städte Vergara im Nordosten und die Departamento-Hauptstadt Treinta y Tres, Ejido de Treinta y Tres und die Ortschaft Poblado Alonso im Südwesten.

## Geschichte
Die Besiedelung Mendizábals begann um 1915.

## Infrastruktur
Durch Mendizábal führt die Ruta 18.

## Einwohner
Mendizábal hatte bei der Volkszählung im Jahre 2011 82 Einwohner, davon 41 männliche und 41 weibliche.
| Jahr | Einwohner |
| ---- | --------- |
| 1963 | 144       |
| 1975 | 121       |
| 1985 | 94        |
| 1996 | 77        |
| 2004 | 84        |
| 2011 | 82        |

Quelle: Instituto Nacional de Estadística de Uruguay